# Distretto di Homs
Il distretto di Homs (منطقة حمص) è un distretto siriano del governatorato di Homs nella Siria centrale. Il centro amministrativo è la città di Homs.
L'odierno distretto fu costituito nel 2010, quando tre sub-distretti furono staccati per formare il nuovo distretto di Taldou. Nel 2004, secondo il censo, i rimanenti subdistretti avevano una popolazione di 945,299.

## I Subdistretti
Il distretto di Homs è diviso in dieci subdistretti o nahiyah:
- Nahiyah di Homs (ناحية حمص): popolazione 750.501.[1]
- Nahiyah di Khirbet Tin Nur (ناحية خربة تين نور): popolazione 52,879.[2]
- Nahiyah di Ayn al-Niser (ناحية عين النسر): popolazione 30.267.[3]
- Nahiyah di Furqlus (ناحية الفرقلس): popolazione 13.506.[4]
- Nahiyah di Al-Riqama (ناحية رقاما): popolazione 20.602.[5]
- Nahiyah di Al-Qaryatayn (ناحية القريتين): popolazione 16.795.[6]
- Nahiyah di Mahin (ناحية مهين): popolazione 13.511.[7]
- Nahiyah di Hisyah (ناحية حسياء): popolazione 15.195.[8]
- Nahiyah di Sadad (ناحية صدد): popolazione 4.092.[9]
- Nahiyah di Shīn (ناحية شين): population 27.951.[10]